# ليونارد كاوبيش
ليونارد كاوبيش (بالألمانية: Leonhard Kaupisch)‏ (1 سبتمبر 1878 - 26 سبتمبر 1945) جنرالًا ألمانيًا خلال الحرب العالمية الثانية وكان يشغل منصب القائد العسكري الأعلى للدنمارك المحتلة.

## الحرب العالمية الأولى وفترة ما بين الحربين
دخل كوبيش الجيش في عام 1898؛ من 1907 إلى 1909 التحق بأكاديمية الحرب في ليخرفيلد. من عام 1911 خدم في هيئة الأركان العامة الألمانية في برلين. خلال الحرب العالمية الأولى، خدم في هيئة الأركان العامة وترقى تدريجيا في الرتب وفي عام 1917 رقي إلى رتبة رائد. حصل أيضًا على الدرجة الثانية من الصليب الحديدي وهاوس أوردر أوف هوهنزولرن في نفس الفترة.

## الحرب العالمية الثانية
في منتصف سبتمبر 1939، كان كوبيش الحاكم العسكري لدانزيغ - بروسيا الغربية.
حتى 1 يونيو 1940، كان القائد الأعلى للقوات الألمانية في الدنمارك. ثم واصل خدمته في احتياطي الجيش كقوات المدفعية العامة حتى تقاعده في 10 أبريل 1942.

## الجوائز
- الصليب الحديدي لعام 1914، الدرجة الثانية
- صليب الفرسان لهاوس أوردر أوف هوهنزولرن مع السيوف